# Acalolepta marianarum
Acalolepta marianarum là một loài bọ cánh cứng trong họ Cerambycidae.